# تیتوساناکیرجا

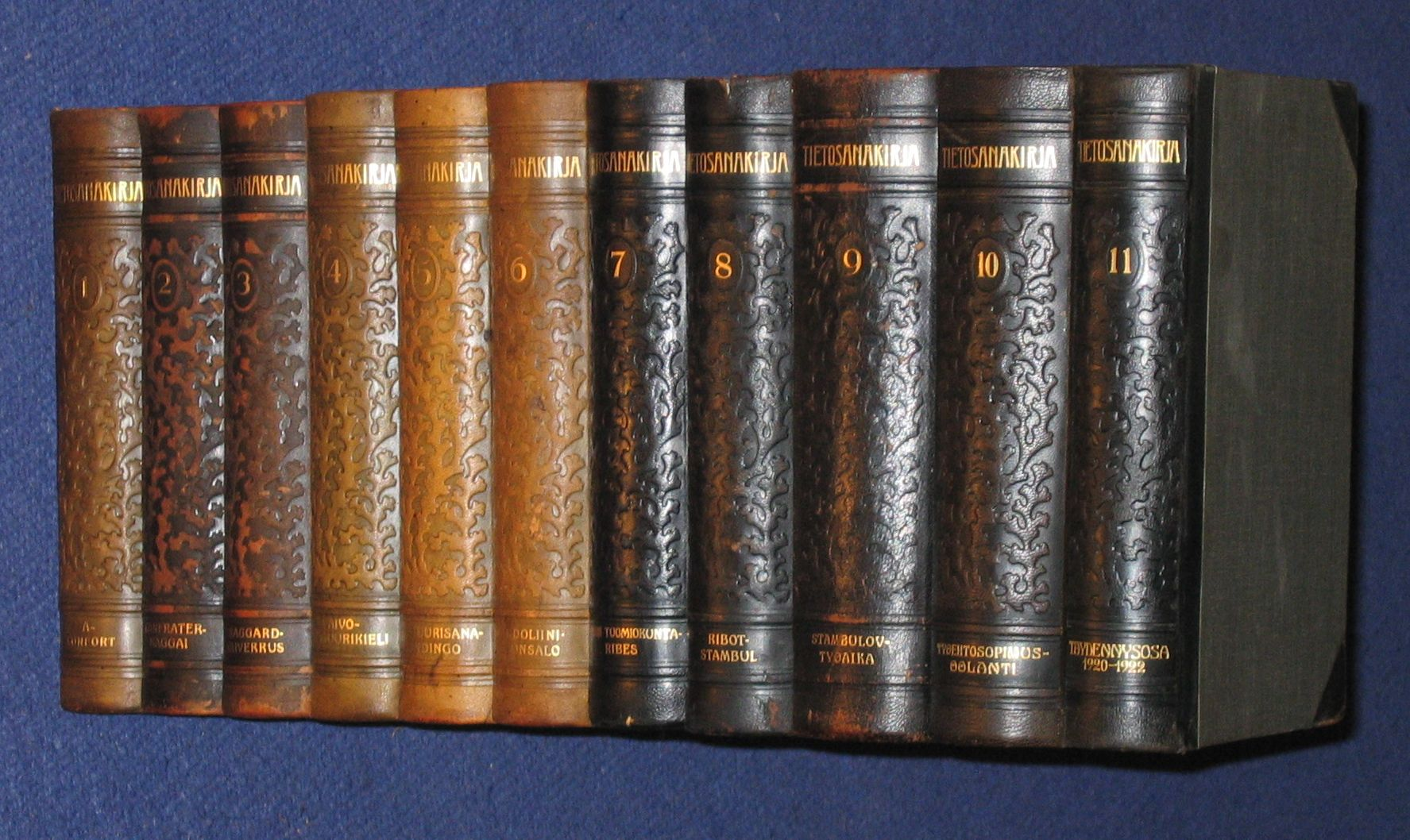
مجموعه کامل یازده کتاب ، با ده جلد منظم و یک جلد تکمیلی

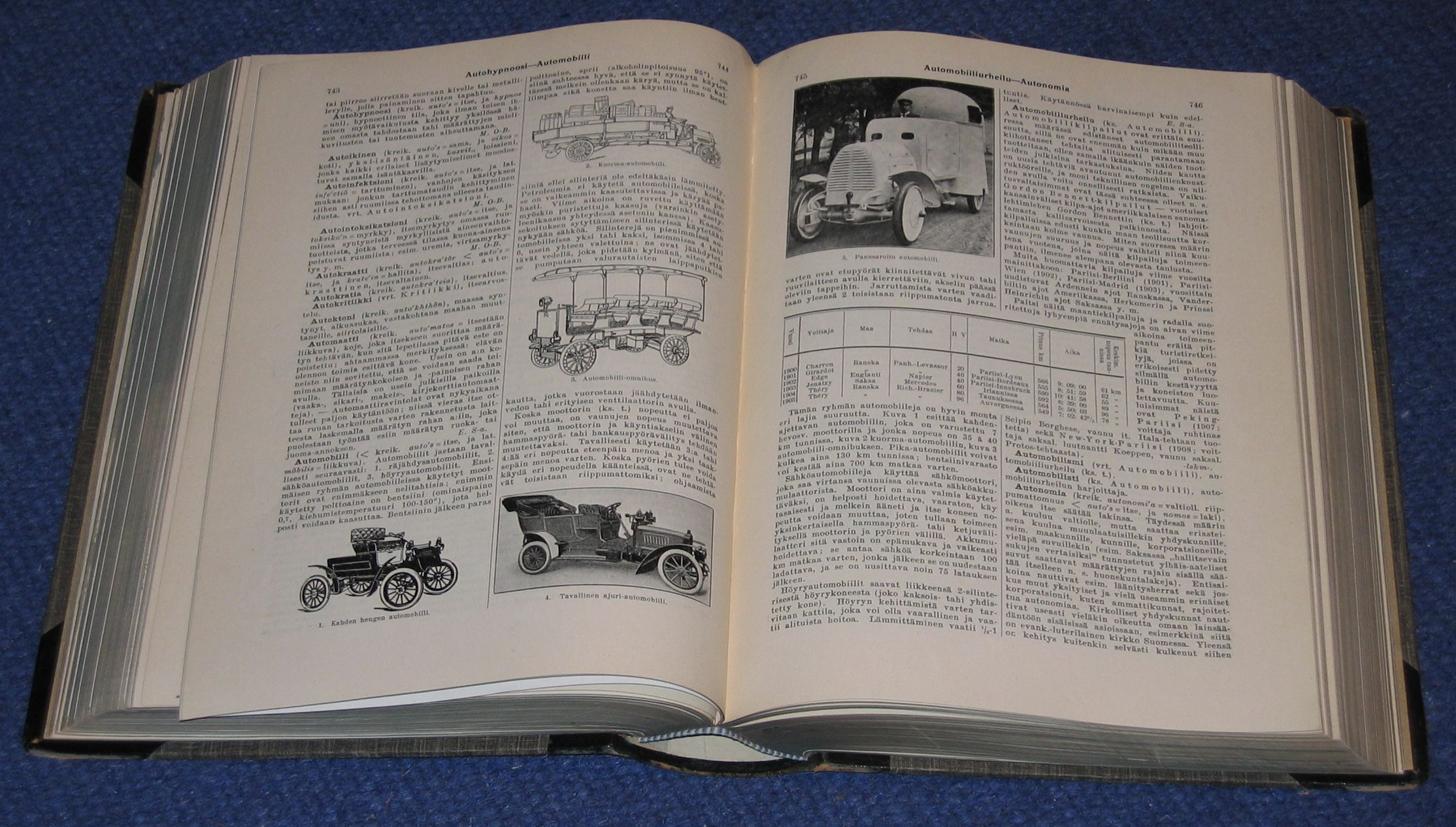
یک صفحه مثال ، نشان دادن ورودی " خودرو "

Tietosanakirja ("دائرyclالمعارف"، lit. "دانش کلمه-کتاب"، "فرهنگ لغت دانش")، که در ۱۱ جلد ۱۹۰۹ تا ۱۹۲۲ منتشر شد، اولین دائر encالمعارف زبان فنلاندی بود. این انتشار توسط Tietosanakirja -Osakeyhtiö، تلاش مشترک بین "Otava" و "WSOY" بود. نام این مجموع کتاب به زبان فنلاندی به معنی تمام دائرةالمعارف‌ها پذیرفته شد، بنابراین برای تمایز این مجموع کتاب به صورت محاوره‌ای با عنوان Iso musta tietosanakirja ("دائرةالمعارف بزرگ سیاه") شناخته شد.